# Камень забвения горя
Камень забвения горя (также «Серый камень забвения горя», осет. Фыдрохгæнæн цъæх дур) — в осетинском эпосе легендарный камень серого цвета в нартском Нихасе.
Ложившийся на этот камень забывал о своем горе.
На этот камень ложился Урызмаг, убивший своего сына.